# منطقة التجارة الحرة الإفريقية
منطقة التجارة الحرة الإفريقية (AFTZ) هي منطقة تجارة حرة تم الإعلان عنها في قمة (الكوميسا – السادك – مجموعة دول شرق إفريقيا) في 22 أكتوبر 2008 من قبل رؤساء مجتمع تنمية جنوب إفريقيا (SADC) والسوق المشتركة لشرق وجنوب إفريقيا (COMESA) ومجموعة دول شرق إفريقيا (EAC).
في مايو 2012 تم توسيع الفكرة لتشمل أيضا المجموعة الإقتصادية لدول وسط إفريقيا والمجموعة الإقتصادية لدول وسط إفريقيا واتحاد المغرب العربي.
في يونيو 2015 في قمة الاتحاد الإفريقي في جنوب إفريقيا بدأت المفاوضات لإنشاء منطقة التجارة الحرة للقارة الإفريقية (CFTA) مع جميع دول الاتحاد الإفريقي البالغ عددها 55 دولة بحلول عام 2017.

## التوقيع
أعلن قادة الكتل التجارية الثلاث (الكوميسا – السادك – مجموعة دول شرق إفريقيا) عن الاتفاقية بهدف إنشاء منطقة تجارة حرة واحدة لتسمية منطقة التجارة الحرة الإفريقية والتي تتكون من 26 دولة ذات ناتج محلي إجمالي يقدر ب 624 مليار دولار (382.9 مليار جنيه إسترليني). كان من المأمول أن يؤدي اتفاق منطقة التجارة الحرة الإفريقية إلى تسهيل الوصول إلى الأسواق داخل منطقة التجارة الحرة الإفريقية وإنهاء المشاكل بسبب أن العديد من الدول الأعضاء في منطقة التجارة الحرة الإفريقية تنتمي إلى مجموعات إقليمية متعددة.
إن منطقة التجارة الحرة الإفريقية التي تم الإعلان عنها في قمة (الكوميسا – السادك – مجموعة دول شرق إفريقيا) (المعروفة أيضًا باسم قمة منطقة التجارة الحرة الإفريقية أوالقمة الثلاثية) هي تحقيق حلم تحقق منذ أكثر من مائة عام، وهي منطقة تجارة تمتد على طول القارة الإفريقية من كيب تاون إلى القاهرة من شمال إفريقيا مصر على طول الطريق إلى الطرف الجنوبي من افريقيا في جنوب افريقيا (كيب تاون). تصوّر سيسيل رودس وغيره من الإمبرياليين البريطانيين حلم «كيب تو كايرو» في تسعينيات القرن التاسع عشر وتم التعبير عنه في سياقات وإصدارات مختلفة بما في ذلك، على سبيل المثال لا الحصر، المثل العليا التالية: طريق كيب تو كايرو، وسكة حديد كيب تو كايرو، وكايب تو كايرو تيليجراف.
في حين أن هناك قوى أخرى خاصة ألمانيا والبرتغال لديها مستعمرات أو مناطق نفوذ في منطقة كيب تو كايرو التجارية، كان المستفيد الرئيسي من اتحاد كيب إلى القاهرة هو بريطانيا العظمى والإمبراطورية البريطانية. الفرق الأكبر في فكرة منطقة Cape to Cairo الأصلية وتجسيدها الحالي هو أن منطقة التجارة الحرة الإفريقية هي عبارة عن إنشاء دول إفريقية من أجل المنفعة المتبادلة والتنمية للبلدان الأعضاء في منطقة التجارة الحرة الإفريقية وشعوبها وقارة القارة بأكملها. إفريقيا بدلاً من منطقة تجارية لصالح بريطانيا العظمى. في النهاية، من المأمول أن تكون منطقة التجارة الحرة الإفريقية بمثابة لبنة أساسية للوحدة الإفريقية وتحقيق إفريقيا الموحدة تحت رعاية الاتحاد الإفريقي.
هناك اختلاف مهم آخر بين النموذج الأصلي والحالي وهو أن منطقة التجارة الحرة الإفريقية تشمل مساحة أكبر من المساحة التي يمكن أن يتخيلها سيسيل رودس. فكرة Cape to Cairo الأصلية في عهد سيسيل رودس والآن في ظل منطقة التجارة الحرة الإفريقية هي منطقة تجارة حرة تمتد عبر القارة بأكملها من كيب تاون في جنوب إفريقيا إلى القاهرة في مصر. كان سيسيل رودس 'الرأس إلى القاهرة تشارك في أكثر من عشر دول. يشمل التسليم الحالي لمنطقة الرأس إلى القاهرة الذي تم تنفيذه بواسطة منطقة التجارة الحرة الإفريقية في معظم إفريقيا ما يقرب من نصف الدول (26 من 54) تنتج أكثر من نصف الإنتاج والتجارة والسكان وكتلة الأرض والموارد. إذا نجحت في تحقيق إمكاناتها وأصبحت اتحادًا اقتصاديًا متكاملًا حقًا يمكن أن تتنافس منطقة التجارة الحرة الإفريقية في الواقع مع أي اتحاد اقتصادي آخر بمواردها الطبيعية الهائلة وأسواقها الضخمة وشبابها ومعرفتها الفنية الكبيرة.
بالإضافة إلى إلغاء العضوية المزدوجة ومشكلة الدول الأعضاء المشاركة أيضًا في خطط التعاون الاقتصادي الإقليمية الأخرى وخطط التعاون السياسي والأمني الإقليمية التي قد تتنافس مع بعضها أو تقوضها، تهدف منطقة التجارة الحرة الإفريقية أيضًا إلى تعزيز قوة التفاوض في كتلة منطقة التجارة الحرة الإفريقية عند التفاوض على الصفقات الدولية.
يعتقد المحللون أن اتفاقية منطقة التجارة الحرة الإفريقية ستساعد التجارة البينية وتعزيز النمو.
تعتبر منطقة التجارة الحرة الإفريقية خطوة كبيرة في تنفيذ أهداف منظمة الاتحاد الإفريقي وهي منظمة تضم الدول الإفريقية ترسي أسس التنمية الاقتصادية المتبادلة بين غالبية الدول الإفريقية. تشتمل الأهداف المعلنة لمنظمة الاتحاد الإفريقي على إنشاء مناطق تجارة حرة ونقابات جمركية وسوق واحدة وبنك مركزي وعملة مشتركة وبالتالي تأسيس اتحاد اقتصادي ونقدي للاتحاد الإفريقي.

## الكتل التجارية
الكتل التجارية الثلاث التي وافقت على وتشكيل منطقة التجارة الحرة الإفريقية هي (الكوميسا – السادك – مجموعة دول شرق إفريقيا) وهي بالفعل منظمات راسخة في حد ذاتها وتغطي مساحات مختلفة من الأرض والنظم الاقتصادية، والنظم السياسية وعدد متنوع من الشعوب (التي تضم العرب في الشمال والشعوب متعددة الأعراق في الشرق والجنوب بما في ذلك أعداد كبيرة من الأفارقة من أصل أوروبي، والأفارقة الآسيويين، بما في ذلك الهنود والصينيين والمجموعات الآسيوية الأخرى وكذلك الأفارقة الملونين - والأفارقة ذو الأعراق المختلطة الذين يبلغ عددهم الملايين في الجنوب إفريقيا). تتداخل العديد من عضوية الكتل التجارية الثلاث الأعضاء في منطقة التجارة الحرة الإفريقية مع كون العديد من البلدان عضوًا في أكثر من واحدة من الكتل التجارية الأعضاء في منطقة التجارة الحرة الإفريقية بالإضافة إلى عضو في تحالفات أخرى داخل الكتل التجارية الثلاث وبدونها.

## الأهمية التاريخية لمنطقة التجارة الحرة الإفريقية
تعتبر قمة (الكوميسا – السادك – مجموعة دول شرق إفريقيا) تاريخية لأنها لأول مرة منذ ولادة الاتحاد الإفريقي، التقت العديد من لبنات البناء الأساسية في الاتحاد الإفريقي حول كيفية دمج المناطق والتقدم نحو تعميق وتوسيع التكامل داخل معاهدة أبوجا الشاملة لإنشاء الاتحاد الإفريقي. علاوة على ذلك ولأول مرة ظهر اتحاد حقيقي عبر القارات بدءاً من الشمال إلى الجنوب من القارة. يبلغ عدد سكان دول (الكوميسا – السادك – مجموعة دول شرق إفريقيا) حاليًا 527 مليون نسمة، ويبلغ إجمالي الناتج المحلي الإجمالي 625 مليار دولار أمريكي.
تعد منظمة السادك أكبر مجمعات التجارة الأعضاء في منطقة التجارة الحرة الإفريقية وتغطي حوالي 248 مليون شخص ويبلغ إجمالي الناتج المحلي التراكمي فيها 379 مليار دولار في عام 2006.
تأسست منظمة الكوميسا عام 1994 كبديل لمنطقة التجارة التفضيلية. وتشمل 20 دولة بلغ إجمالي ناتجها المحلي الإجمالي 286.7 مليار دولار أمريكي في عام 2006. ومن بين أعضائها زمبابوي وزامبيا وأوغندا والسودان.
وكانت مجموعة دول شرق إفريقيا أصغر كتلة من حيث التجارة وعدد الأعضاء من حيث الناتج المحلي الإجمالي وكان الناتج المحلي الإجمالي 46.6 مليار دولار في عام 2006.

## الدول الأعضاء

خريطة توضح الدول الأعضاء في منطقة التجارة الحرة الإفريقية (AFTZ)

تشمل عضوية منطقة التجارة الحرة الإفريقية في (الكوميسا – السادك – مجموعة دول شرق إفريقيا) البلدان التالية:
أنغولا
  بوتسوانا
  بوروندي
  جزر القمر
  جيبوتي
  جمهورية الكونغو الديمقراطية
  مصر
  إريتريا
  أثيوبيا
  كينيا
  ليسوتو
  ليبيا
  مدغشقر
  مالاوي
  موريشيوس
  موزمبيق
  ناميبيا
  رواندا
  سيشيل
  سوازيلاند
  جنوب إفريقيا
  السودان
  تنزانيا
  أوغندا
  زامبيا
  زيمبابوي

### رؤساء قمة منطقة التجارة الحرة الإفريقية
تم افتتاح قمة منطقة التجارة الحرة الإفريقية والتي يشار إليها أيضًا باسم القمة الثلاثية وحضرها ستة رؤساء دول أفارقة يمثلون المجموعات التجارية الأعضاء. وحضر الجلسة الافتتاحية يوم الأربعاء ان الرئيس يوري موسيفيني من أوغندا، بول كاغامي من رواندا، روبرت موغابي من زيمبابوي، كجاليما موتلانتي جنوب إفريقيا، جاكايا كيكويتي من تنزانيا وكينيا مواي كيباكي.

### حضور قمة منطقة التجارة الحرة الإفريقية الثلاثية
حضر القمة الثلاثية رؤساء الدول والحكومات التالية أسماؤهم:
- يوري كاغوتا موسيفيني، رئيس جمهورية أوغندا
- مواي كيباكي، رئيس جمهورية كينيا
- كخاليما موتلانتي رئيس جمهورية جنوب إفريقيا
- جاكايا مريشو كيكويت، رئيس جمهورية تنزانيا المتحدة
- بول كاجامي، رئيس جمهورية رواندا
- روبرت غابرييل موغابي، رئيس جمهورية زيمبابوي
- باكاليثا موسيسيلي، رئيس وزراء مملكة ليسوتو
- غابرييل نتزيانا، النائب الثاني لرئيس جمهورية بوروندي
- سيبوسيسو بارناباس دلاميني، رئيس وزراء مملكة سوازيلند.

يمثل المندوبون التاليون رؤساء دول وحكومات البلدان التالية:
- أوليفر كاميتاتو إيتشو، وزير التخطيط، جمهورية الكونغو الديمقراطية؛
- رفقي عبد القادر بامخرمة وزير التجارة والصناعة، جمهورية جيبوتي؛
- عثمان محمد، وزير التنمية الاقتصادية، جمهورية مصر العربية
- علي عبد العزيز الصاوي، الأمين العام للاقتصاد والتجارة والاستثمار، الجماهيرية العربية الليبية الشعبية الاشتراكية العظمى
- جويس باندا، وزيرة الخارجية، جمهورية ملاوي
- آرفيند بوليل، وزير الشؤون الخارجية والتكامل الإقليمي والتجارة الدولية، جمهورية موريشيوس؛
- أنطون فرناندو، وزير التجارة والصناعة، جمهورية موزمبيق
- برادفورد ماتشيلا، وزير الأراضي والممثل الخاص لشرف نائب الرئيس والرئيس بالنيابة لجمهورية زامبيا
- يواكيم دوارتي دا كوستا دافيد، وزير الصناعة بجمهورية أنغولا
- نيو د. موروكا، وزير التجارة والصناعة في جمهورية بوتسوانا
- باتريك بيلاي، وزير خارجية جمهورية سيشيل
- حسن إبراهيم جادكريم سفير جمهورية السودان لدى جمهورية أوغندا وجمهورية رواندا وجمهورية بوروندي
- ويلفريد إيمفولا، السفير والمندوب الدائم لدى الاتحاد الإفريقي واللجنة الاقتصادية لإفريقيا، جمهورية ناميبيا
- صالح عمر عبده، سفير دولة إريتريا لدى جمهورية كينيا وجمهورية أوغندا وجمهورية تنزانيا المتحدة
- دينيس أندرياماندرو، سفير جمهورية مدغشقر لدى جمهورية جنوب إفريقيا
- السفير كليفورد سيبوسيسو مامبا، السكرتير الدائم، وزارة الشؤون الخارجية والتجارة، مملكة سوازيلند
- نائب رئيس مفوضية الاتحاد الإفريقي؛
- السفير ليبراتا مولامولا، الأمين التنفيذي للمؤتمر الدولي المعني بالبحيرات الكبرى

أيضا في حضور الرئيس التنفيذي للضباط
- الكوميسا السيد سينديسو نغوينيا، الأمين العام للكوميسا
- جمعة مواباشو الأمين العام لمجموعة دول شرق إفريقيا
- الأمين التنفيذي لمنظمة السادك.

صرح رئيس جنوب إفريقيا كجاليما موتلانثي في كلمته في كمبالا في اجتماع للمجموعات الاقتصادية الإقليمية الثلاث في إفريقيا، بأن الاتحاد الأفريقى يمثل خطوة مهمة في تكامل الاقتصادات الإفريقية واتحاد القارة في نهاية المطاف. مع عدم اليقين الكبير في الاقتصاد العالمي بعد ارتفاع أسعار المواد الغذائية والطاقة ومؤخراً الاضطرابات في الأسواق المالية اقترح موتلانثي أن ظهور منطقة التجارة الحرة الإفريقية لم يكن من الممكن أن يأتي في الوقت المناسب.

 في حين أن البلدان الإفريقية وغيرها من البلدان النامية كان لها تأثير هامشي على القرارات التي جعلت النظام المالي الدولي على شفا الانهيار فإن الفقراء والضعفاء في هذه البلدان سوف يتحملون وطأة الانكماش الاقتصادي. 
 وقال موتلانثي: «من الضروري وضع إجراءات علاجية فعالة للتخفيف من الآثار السلبية للأزمات ويجب الآن إشراك الدول النامية في إدارة المؤسسات المالية الدولية».

 وفي الوقت نفسه كان من الضروري العمل على وضع نظام تجاري عالمي أكثر إنصافا يضع اهتمامات البلدان النامية بما فيها البلدان الإفريقية، في مركزه.
وحث أيضًا على أن تعمل السوق المشتركة لشرق وجنوب إفريقيا (الكوميسا)، مجموعة دول شرق إفريقيا (مجموعة دول شرق إفريقيا)، ومجتمع تنمية جنوب إفريقيا (السادك) على زيادة التعاون نحو مزيد من التكامل.
«إن العملية التي نبدأها اليوم تمثل خطوة تاريخية نحو الوفاء بالتزاماتنا بموجب الاتحاد الإفريقي وإطار معاهدة أبوجا للتكامل القاري والذي يعترف بأن المجموعات الاقتصادية الإقليمية هي اللبنات الأساسية للمجتمع الاقتصادي الإفريقي».
لقد حان الوقت لكي تجمع (الكوميسا – السادك – مجموعة دول شرق إفريقيا) بين برامج التكامل الإقليمي الخاصة بكل منها لزيادة توسيع أسواقها وإطلاق العنان للإمكانات الإنتاجية وزيادة مستويات التجارة داخل إفريقيا وتعزيز آفاق التنمية.
"كخطوة تالية في توسيع الأسواق الإقليمية في إفريقيا، ستضعنا العملية التي نطلقها اليوم في وضع أقوى للاستجابة بفعالية لتكثيف المنافسة الاقتصادية العالمية وستبدأ في التغلب على التحديات التي تطرحها العديد من المنظمات الإقليمية.

 «لذلك دعونا نتخذ القرارات اللازمة للعمل بشكل منتظم وبتصميم على إنشاء منطقة تجارة حرة واحدة تجمع بين مناطقنا الثلاثة في منطقة واحدة» 